# بوکیت کپونگ (فیلم)
بوکیت کپونگ یک فیلم جنگی مالزی به زبان مالایی است که در سال ۱۹۸۱ اکران شد، تهیه کنندگی و کارگردانی آن را جینز شمس‌الدین بر عهده داشت و بازیگران اصلی را خودش، عبدالرحیم ابو و حسین ابو حسن تشکیل می‌دهند. این فیلم بر اساس حادثه بوکیت کپونگ سال ۱۹۵۰، ساخته شده است. این فیلم در سومین جشنواره فیلم مالزی در سال ۱۹۸۲ برنده هشت جایزه از جمله بهترین فیلم شده است.
در سال ۲۰۱۴، فیلم توسط شرکت یونایتد استودیوز، که مبلغ ۱۰۰٬۰۰۰ رینگیت مالزی را برای ترمیم و بهبود رزولوشن نمایش با وضوح بالا (HD) در نسخه اصلی فیلم سرمایه‌گذاری کرد، دوباره ویرایش شد. این فیلم یک سال بعد با عنوان بوکیت کپونگ نسخه دیجیتال اچ‌دی در نسخه اچ‌دی (HD) دوباره بازآوری شد. کارهای فنی توسط لابراتوار پرودیجیتال انجام گرفت.